# Jüdischer Friedhof (Landshut)
Der jüdische Friedhof in Landshut, einer Stadt in Niederbayern, bestand im Mittelalter. Der jüdische Friedhof, von dem nur noch die ungefähre Lage bekannt ist, wird erstmals 1380 genannt. Er wurde vermutlich im 15. Jahrhundert zerstört.
Reste des Friedhofes sind nicht vorhanden.